# بات باتل
بات باتل (بالإنجليزية: Pat Battle)‏ هي مذيعة أخبار وصحفية وممثلة أمريكية، ولدت في 9 ديسمبر 1959.

## أعمال

### أفلام
- ليلة رأس السنة
- ميراث بورن[4][5][6]

## وصلات خارجية
- بات باتل على موقع IMDb (الإنجليزية)
- بات باتل على موقع قاعدة بيانات الفيلم (الإنجليزية)